# گورستان اکبرآباد
قبرستان اکبرآباد مربوط به دوره قاجار است و در شهرستان شیراز، بخش کوار، دهستان کوار، ۲۰۰ متری جنوب غربی روستای اکبرآباد، جنب مدرسه واقع شده و این اثر در تاریخ ۲۸ شهریور ۱۳۸۶ با شمارهٔ ثبت ۱۹۷۱۵ به‌عنوان یکی از آثار ملی ایران به ثبت رسیده است.